# Mâncătorii de cartofi
Mâncătorii de cartofi (De Aardappeleters în neerlandeză) este o pictură în ulei pe pânză de 82 cm x 114 cm, realizată în 1885 de pictorul Vincent Van Gogh. Este păstrată la Muzeul Van Gogh din Amsterdam.
Aceasta constituie cea dintâi operă pe care Van Gogh a considerat-o de succes. La ceva timp după realizarea ei, artistul îi scria de la Paris surorii sale Wilhelmine următoarele: „Cred că pictura cu țăranii mâncând cartofi... rămâne, dintre toate, cea mai bună operă creată de mine vreodată”. 

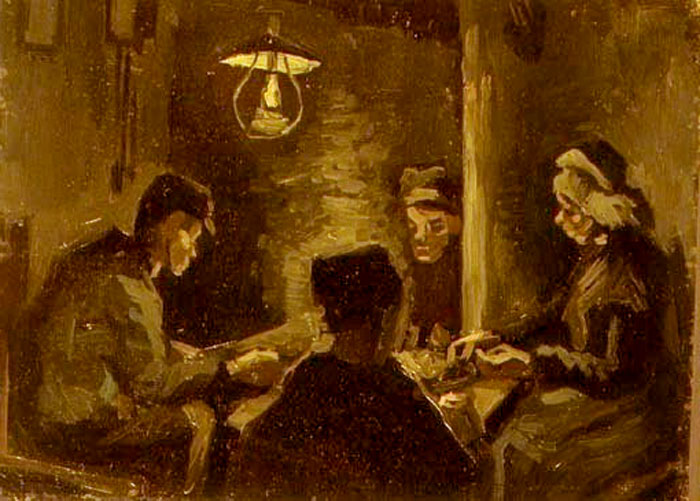
Studiu pentru Mâncătorii de cartofi

Această capodoperă are în spate o întreagă poveste. Mai întâi, la începutul lunii aprilie, artistul a alcătuit primele studii ale figurilor prezentate, creându-și o imagine de ansamblu cu privire la viitoarea compoziție. Apoi, la 11 aprilie, a realizat o schiță încorporată într-o scrisoare, iar la câteva zile după, însăși compoziția. Astfel, există o primă versiune a picturii, mai exact litografia realizată într-o singură zi, precum și o a doua versiune, cea aflată la Muzeul Van Gogh.

## Descriere

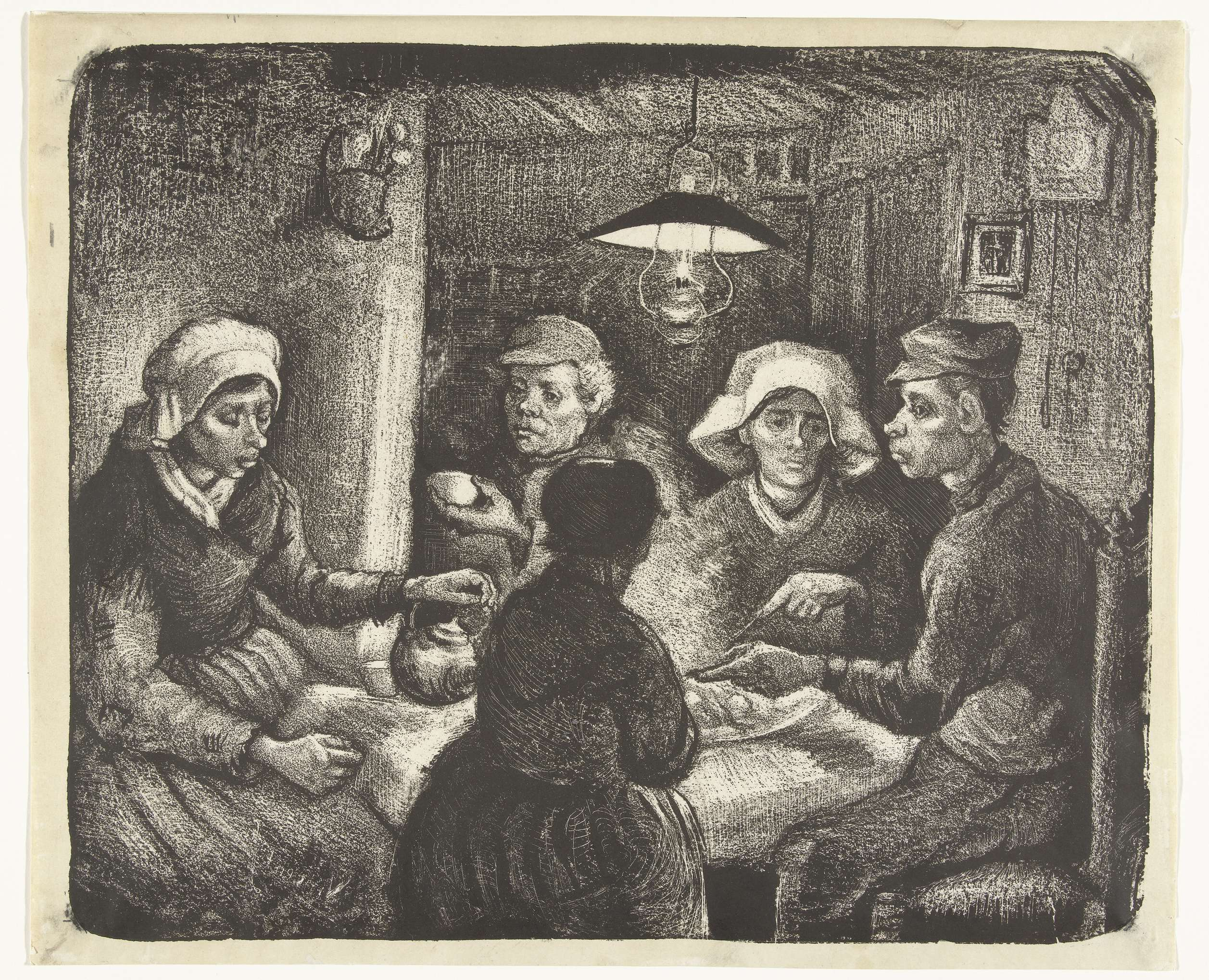
Litografie cu schița picturii din aprilie 1885

În momentul finalizării operei sale, Van Gogh considera că avea toate motivele să poată rivaliza în sfârșit cu Jean-François Millet, pictorul care l-a influențat. Acești țărani sunt „foarte hidoși și respingători”, ceea ce îi face însă mult mai veridici; sunt figuri cu o forță atât de mare, încât pot fi considerați adevărate icoane sociale, sunt pilda unei înalte morale binecuvântate de Dumnezeu, sunt metafora unei purități conferite de truda zilnică.
Odată finalizată pictura, artistul îi scria lui Theo: „Cei care preferă totuși o versiune mai blândă a țăranilor, n-au decât. În ceea ce mă privește, sunt convins că este, de departe, mult mai bine să redau trăsăturile aspre ale acestora decât să le atribui o amabiliatate convențională”.

### Lectură suplimenttară
- de la Faille, Jacob Baart (1970). The works of Vincent van Gogh (ed. 3rd). Amsterdam: Meulenhoff.
- Hulsker, Jan (1986). The Complete Van Gogh: Paintings, Drawings, Sketches. New York, NY: Harrison House/Harry N. Abrams Distributed by Crown Publishers, Random House. ISBN 0-517-44867-X.